# 牛頭山トンネル
牛頭山トンネル（うしずやまトンネル）は、広島県広島市安佐北区にある、中国自動車道の道路トンネルである。

## 概要
牛頭山の下を貫く中国自動車道の中で最も長いトンネル。当初は上り線側のみの開通で暫定2車線で供用していたが、1992年（平成4年）に4車線化された。トンネル内は車線変更禁止となっている。

## 歴史
- 1983年（昭和58年）3月24日：中国自動車道・千代田IC - 鹿野IC間が開通と共に暫定2車線で供用開始。
- 1992年（平成4年）11月15日：下り車線のトンネルが開通。これにより中国自動車道が全線4車線化された[1]。

## 隣
広島北JCT - 戸河内IC の長距離トンネル群もここで記載する。
E2A 中国自動車道
(26) 広島北JCT - 牛頭山トンネル - 平トンネル - 船場トンネル - 澄合トンネル・三谷トンネル（上り線のみ）  - 加計東トンネル - (26-1) 加計SIC・BS - 加計西トンネル - (27) 戸河内IC